# Betsabé con la carta de David
Betsabé con la carta de David (o Betsabé en su baño) es una pintura de Rembrandt realizada en 1654 y que se encuentra en el Museo del Louvre en París.

## Tema
La obra está firmada y fechada "REMBRANDT F. 1654” y en ella se representa a Betsabé recibiendo la carta en la que el rey David la invita a su palacio. Es una escena extraída del relato bíblico de Segundo libro de Samuel.
Un díscípulo de Rembrandt, Willem Drost, realizó una obra de la misma temática.

## Descripción de la obra

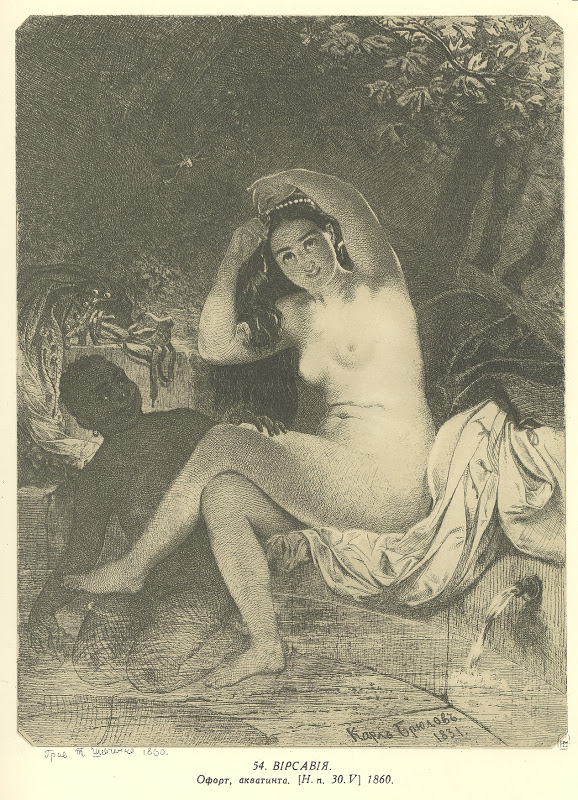
Grabado de Betsabé.

En la pintura, en la que Rembrandt usa como modelo a Hendrickje Stoffels, se percibe claramente la huella de maestros como Tiziano y Tintoretto.
Se refleja en la expresión la angustia en la mujer por los problemas ante la Ley de Moisés, al tener que tomar una decisión, ya sea para permanecer fiel a su marido Urías, que se hallaba en la guerra, o para obedecer al rey.
El pintor refleja en la obra algunos síntomas del cáncer de mama como las tumoraciones en la axila o una invaginación en la piel.